# مقاطعة روجرز (أوكلاهوما)
مقاطعة روجرز (بالإنجليزية: Rogers County)‏ هي إحدى مقاطعات ولاية أوكلاهوما في الولايات المتحدة الأمريكية.
حسب تعداد الولايات المتحدة 2010 فأن الكثافة السكانية كانت 86,905 نسمة.